# Cadeados do amor

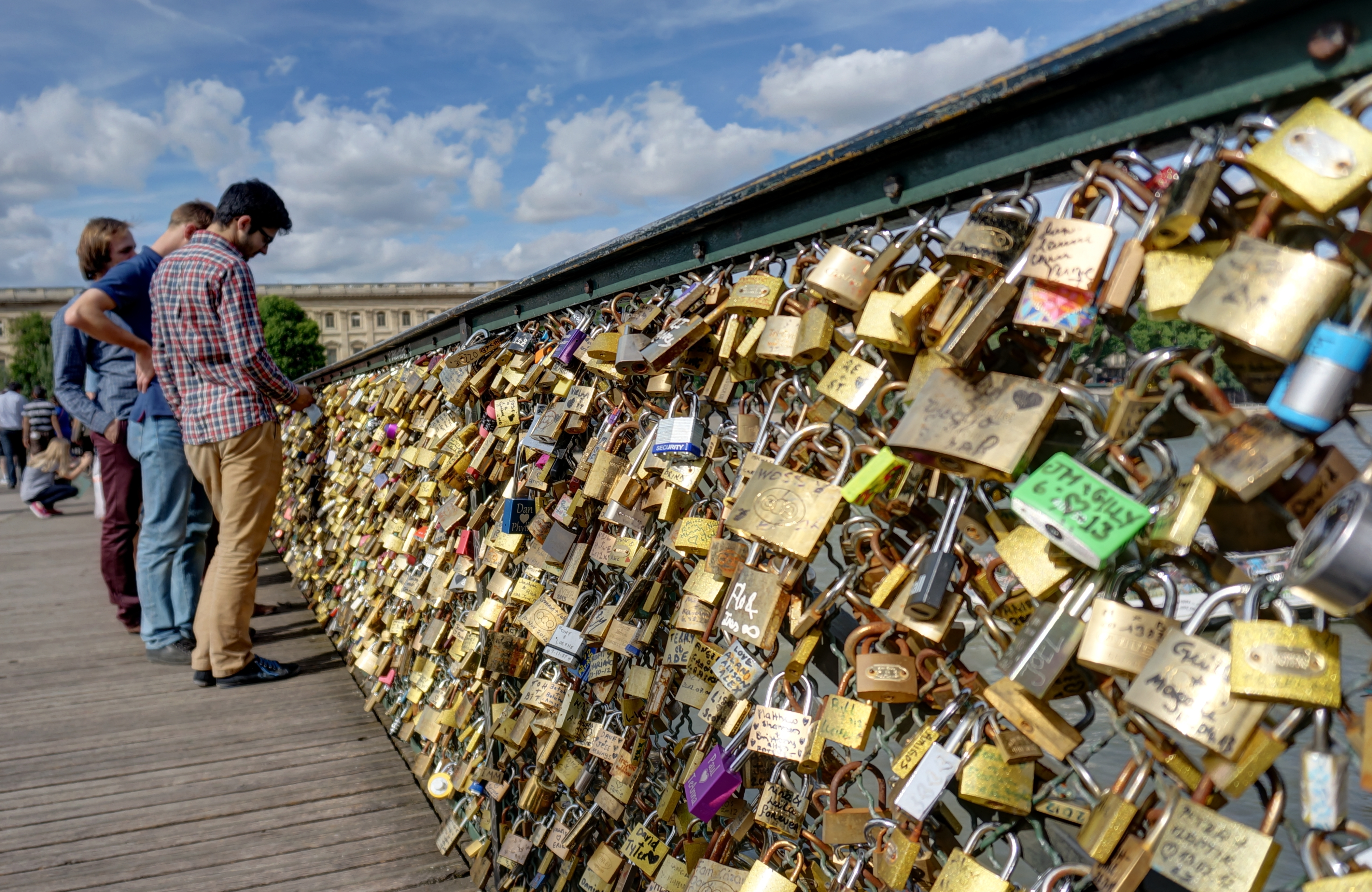
Cadeados na Pont des Arts, Paris

Cadeados do amor são chamados os cadeados, que namorados fixam a uma ponte, cerca, portão, ou local público semelhante para simbolizar seu amor. Normalmente os nomes ou iniciais dos apaixonados estão inscritos no cadeado, e sua chave é lançada longe para simbolizar o amor inquebrável. Desde a década de 2000, os cadeados de amor têm proliferado em um número crescente de locais em todo o mundo. Eles são muitas vezes tratados pelas autoridades municipais como lixo ou vandalismo sob pena de multa, e há algum custo para a sua remoção.

## História
A história de amor cadeados remonta, a pelo menos, 100 anos para um conto melancólico sérvio da Primeira Guerra Mundial, com atribuições para a ponte Most Ljubavi (literalmente a Ponte do Amor) na cidade-spa de Vrnjačka Banja. Uma jovem chamado Nada, natural de Vrnjačka Banja, apaixonou-se por um oficial sérvio chamado Relja. Depois que eles declararam o amor um ao outro, Relja vai à guerra na Grécia, onde ele se apaixona por uma mulher local de Corfu. Como consequência, Relja e Nada rompam o noivado. Nada nunca se recuperou do golpe devastador, e depois de algum tempo ela morre devido à decepção de seu infeliz amor. Como as mulheres jovens de Vrnjačka Banja queriam proteger seus próprios amores, elas começaram a escrever os seus nomes e os nomes de seus queridos em cadeados e fechando-os nas grades da ponte onde Nada e Relja se encontraram previamente.
Hoje, esta moda tem-se espalhado no mundo inteiro. Para os críticos, o ato tem desfigurando as lindas pontes europeias e se espalhando como uma "epidemia". Embora algung pensem ser uma tradição dos cadeados de amor por ter alguns anos, tal mania é recente desde os anos 2000, quando dois livros-romances de Frederico Moccia, Tre Metri sopra il Cielo (Três Metros Acima do Céu) e Ho Voglia di Te (Quero-te Muito) apareceram e até elaboração de um filme. De acordo com a lenda, ficarão para sempre juntos os amantes, em Roma, que escrevam os seus nomes num cadeado e o prendem ao terceiro candeeiro no lado norte da Ponte Mílvia, atirando a chave ao rio Tibre. As autoridades em Roma livraram a Ponte Milvia dos cadeados em Setembro de 2012. A câmara de Dublin antecipou-se, cortando os cadeados de amor que decoravam a Ponte Ha’penny em janeiro do mesmo ano.
Em Berlin tal ritual pode custar cerca de 35 euros em multa. Em Veneza cerca de 3000 euros. Em muitas cidades tal ato é proibitivo pelas comunidades e autoridades, pois enfeiam e danificam por corrosão as pontes e monumentos, já que oxidam levando à Ferrugem e, em grande quantidade, pesam muito à estrutura. Em Recife tal ato iniciou na Rua da Aurora, porém depois que a grade foi roubada duas vezes à venda do metal à sucata, a ideia não foi retomada.